# São Julião e Silva
São Julião e Silva (oficialmente: União das Freguesias de São Julião e Silva) é uma freguesia portuguesa do município de Valença, com 8,18 km² de área e 600 habitantes (censo de 2021). A sua densidade populacional é 73,3 hab./km².

## História
Foi criada aquando da reorganização administrativa de 2012/2013, resultando da agregação das antigas freguesias de São Julião e Silva.

## Demografia
A população registada nos censos foi:
| Distribuição da População por Grupos Etários | Distribuição da População por Grupos Etários | Distribuição da População por Grupos Etários | Distribuição da População por Grupos Etários | Distribuição da População por Grupos Etários | Distribuição da População por Grupos Etários |
| -------------------------------------------- | -------------------------------------------- | -------------------------------------------- | -------------------------------------------- | -------------------------------------------- | -------------------------------------------- |
| Antes da agregação                           |                                              |                                              |                                              |                                              |                                              |
| Ano                                          | 0-14 anos                                    | 15-24 anos                                   | 25-64 anos                                   | >= 65 anos                                   | Total                                        |
| 2001                                         | 108                                          | 100                                          | 316                                          | 167                                          | 691                                          |
| 2011                                         | 71                                           | 75                                           | 361                                          | 116                                          | 623                                          |
| Após a agregação                             |                                              |                                              |                                              |                                              |                                              |
| Ano                                          | 0-14 anos                                    | 15-24 anos                                   | 25-64 anos                                   | >= 65 anos                                   | Total                                        |
| 2021                                         | 48                                           | 62                                           | 317                                          | 173                                          | 600                                          |